# Kungälvs kyrka

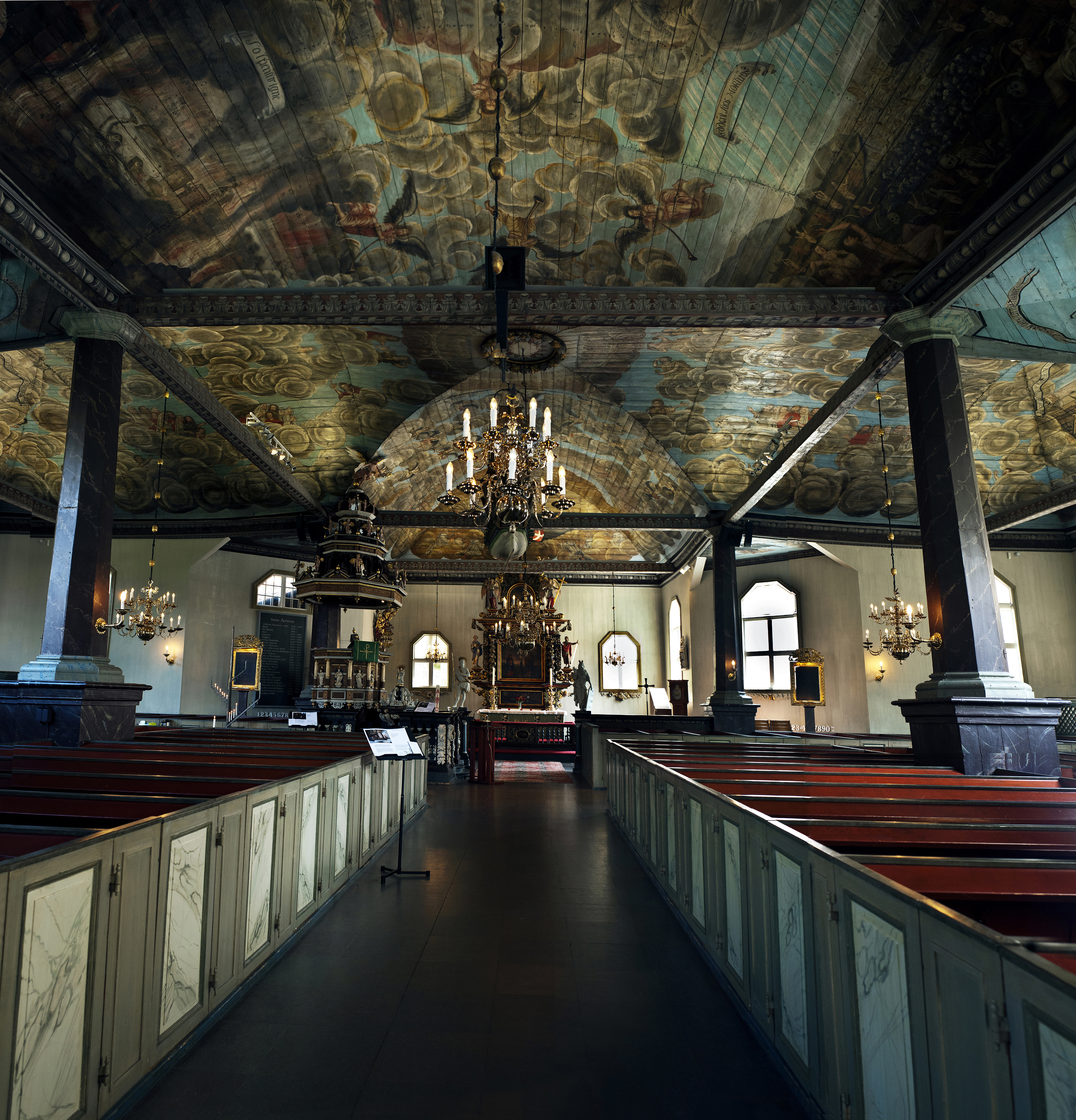
Interiör mot koret.

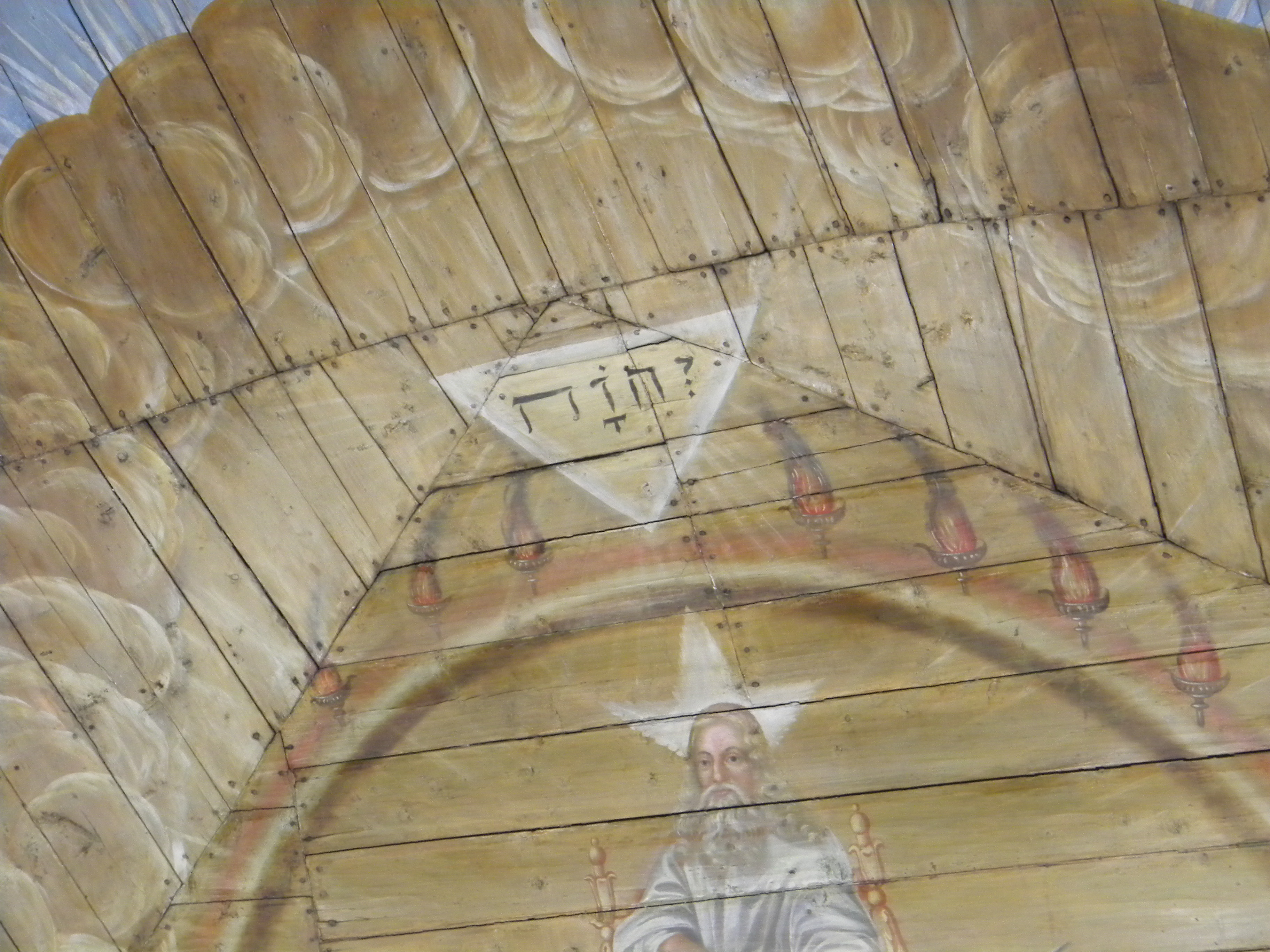
Detalj av takmålningarna.

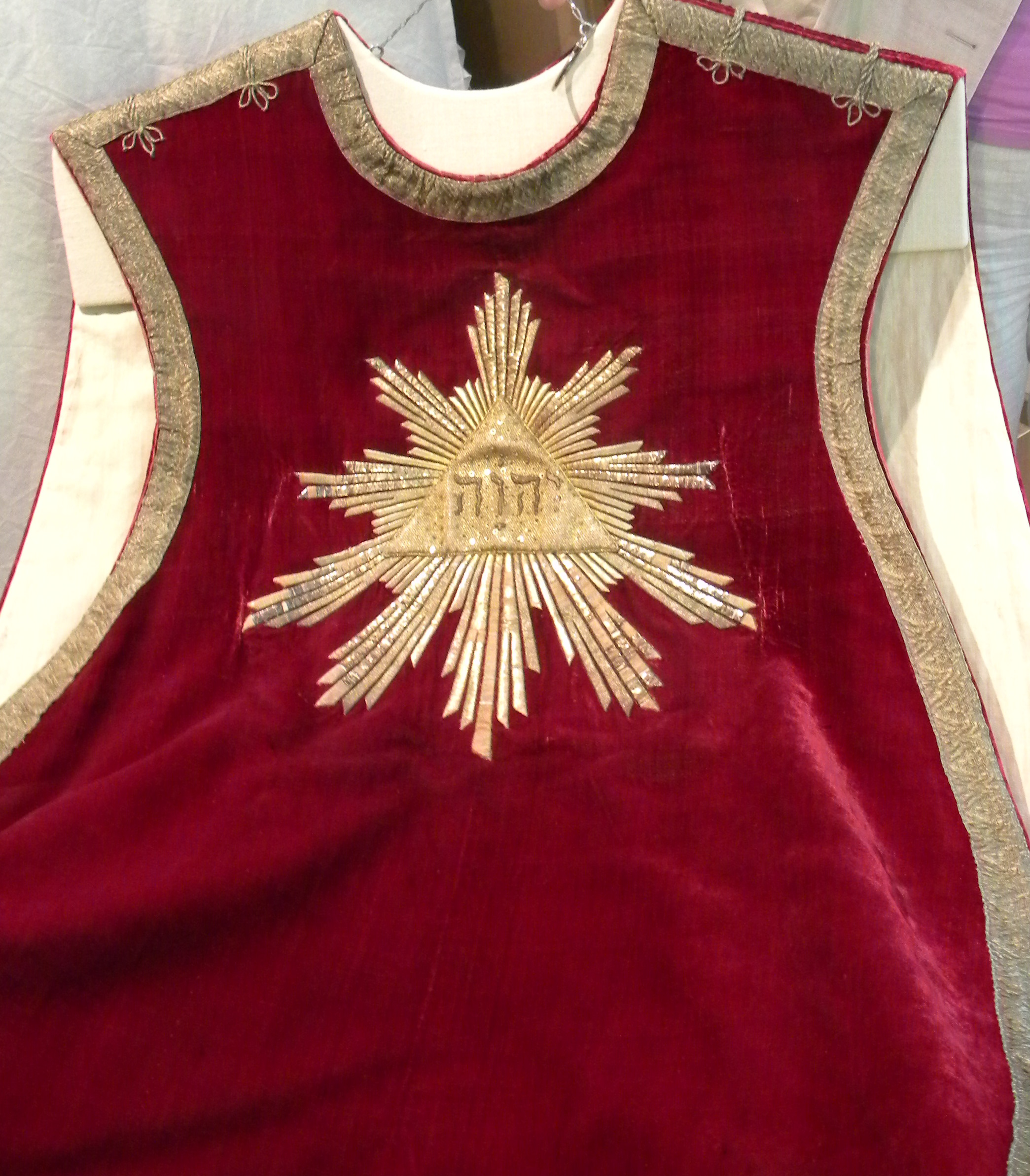
Mässhake från 1787.

Kungälvs kyrka är en kyrkobyggnad belägen i Kungälv. Sedan 2015 tillhör kyrkan Kungälv-Ytterby församling (tidigare Kungälvs församling) i Göteborgs stift.

## Kyrkobyggnaden
Åren 1658-1662 hade man på den nuvarande kyrkans plats byggt en kyrka, som under Gyldenlövefejden brändes av norrmännen den 12 augusti 1676. Arbetet med att uppföra en ny kyrka pågick mellan 1679 och 1688.
Ansvarig för bygget var arkitekten Christopher Bräck, då verksam i Västsverige men ursprungligen från Schweiz. Staden Kungälv hade med Kungl. Maj:ts hjälp lyckats få rikskollekt till bygget och de största posterna kom, enligt kyrkoräkenskaperna för 1682, från Elfsyssels och Norrvikens prosterier (de hörde då till Göteborgs respektive Karlstads stift), Göteborgs och Stockholms städer, Bergslagen, Karlstads, Linköpings, Skara, Västerås och Kalmar stift. 
Tornet i väster med sin huv och spira blev färdigt på våren 1683.  
Altaret består av gråsten som är träinklätt och fick 1878 i sin nuvarande form. På dess framsida finns ornament med symbolerna: kors = tro, ankare = hopp och hjärta = kärlek samt druvor = vin och kärve = bröd (Nattvarden). Läktarbröstningen bemålades 1704 av Erik Eriksson Grijs. Altarringen är tillverkad av furu och består av målade balustrer med överliggare. Den stod färdig 1699 och Nils Persson hade då svarat för utformningen och den bemålades av Christian von Schönfeldt.
Den äldsta sakristian var samtida med kyrkan och ombyggdes gradvis tills man 1935 byggde en helt ny, som 1975 utvidgades med ett litet andakts- och samtalsrum. Däri finns ett bönealtare med ett stiliserat krucifix och ett antependium, Kristi fem sår, i violett och rött utfört 1975 av Ulla-Britta och Kurt Dejmo. Kyrkans äldsta bänkar tillkom 1681, medan de nuvarande huvudsakligen är tillverkade 1935. 

## Takmålningar
Kyrkan har trätunnvalv där Erik Eriksson Grijs 1697-1698 målade en blå himmel med scenuppdelning genom molnkransar. Det är den äldsta bevarade trävalvsmålningen i Göteborgs stift och har aldrig blivit övermålad. Motiv i östra korsarmen: Uppenbarelseboken, kapitel 4-5. Västra armen: yttersta domen, helvetet och saligheten. Norra armen: Kristus med världsklotet och fem visa jungfrur. Södra armen: Sions stad och fem fåvitska jungfrur. Korsmitten: nattvarden. I hörnen: berglandskap och regnbåge, fågel Fenix, tre skepp och fantasifågel. Latinska inskrifter på vers. Målningarna renoverades på 1880-talet.

## Inventarier
- Altaruppsatsen skapades 1683 av bildhuggaren Marcus Jäger den äldre och målades av Johan Hammer. Den har blivit renoverad flera gånger, senast 1952.
- Predikstolen står nästan i mitten av kyrkan. Själva predikstolen med trappa, korg och ljudtak är av ek med inläggningar av päronträ. Den hade tidigare under 1600-talet stått i Gustavi Domkyrka i Göteborg men övertogs av den nya kyrkan i Kungälv 1682. Den är utförd i tysk-holländsk stil och tillverkad i början av 1600-talet. På korgen finns figurer som återger Världens Frälsare, de fyra evangelisterna samt Tron, Hoppet och Rättvisan. Över predikstolen svävar en änglafigur med språkband, skuren och levererad av Nils Pärsson i Göteborg 1698.
- Dopfunten är tillverkad 1697 i Göteborg av bildhuggaren Nils Persson och bemålad av Erik Eriksson Grijs. Den skänktes till kyrkan av rådmännen David Amija och Sebastian Tham i Göteborg.
- I dopfunten sitter ett enkelt dopfat av mässing, troligen skänkt år 1697.
- En dopskål av nysilver skänktes 1904 av Johanna Christensdotter.
- Bland textilierna finns en röd mässhake från 1787.
- Votivskeppet i taket är skänkt i slutet av 1600-talet av Tormo Clason, rådman i Kungälv. Det är bestyckat med 52 kanoner och bär i aktern engelska och i fören svenska, lilla riksvapnet.

### Klockor
- Storklockan är yngst och gjuten i Ystad 1935 av M & O Ohlsson.
- Lillklockan omgöts 1808 i Göteborg av Anders Öfverström av metall från en 1600-talsklocka.
- Mellanklockan, även den ursprungligen från 1600-talet, har gjutits om två gånger. Första gången 1704 av Petter Böök i Göteborg och därefter 1907 av Johan A. Beckman & Co i Stockholm.

Malmen från 1600-talet i de två mindre klockorna härstammar från klockor, som tidigare hängt i den senare rivna kyrkan på Fästningsholmen.

### Orglar
- På 1630-talet byggdes en orgel till kyrkan.[2]
- 1696 byggde Hans Henrich Cahman ett positiv med 9 stämmor och två bälgar.[3]

- 1871 byggde Marcussen & Sön, Aabenraa, Danmark en orgel med 20 stämmor.[2]
- 1923 byggde A Magnussons Orgelbyggeri AB, Göteborg en orgel med 23 stämmor.[2]
- Den nuvarande mekaniska orgeln byggdes 1970 av Olof Hammarberg (Hammarbergs Orgelbyggeri AB), Göteborg.[2] Även den ljudande fasaden utformades av samma firma i en renässans- och nationalromantisk stil. Instrumentet har 25 stämmor fördelade på två manualer och pedal.[4]

| Huvudverk I         | Svällverk II        | Pedal          | Koppel | Övrigt             |
| Principal 8'        | Corno di Basetti 8' | Subbas 16'     | I/P    | Fria kombinationer |
| Borduna 8'          | Rörflöjt 8'         | Flöjtbas 8'    | II/P   |                    |
| Harmonica 8'        | Coix Céleste 8'     | Koralbas 4'    | II/I   |                    |
| Oktava 4'           | Principal 4'        | Blockflöjt 2'  |        |                    |
| Flûte octaviante 4' | Koppelflöjt 4'      | Alikvot 2 chor |        |                    |
| Oktava 2'           | Nasard 2 2/3'       | Basun 16'      |        |                    |
| Sesquialtera 2 chor | Waldslöjt 2'        | Trumpet 4'     |        |                    |
| Mixtur 4 chor       | Scharf 3 chor       |                |        |                    |
| Trumpet 8'          | Oboe 8'             |                |        |                    |
|                     | Tremulant           |                |        |                    |
|                     | Crescendosvällare   |                |        |                    |

#### Kororgel
Kororgeln är mekanisk och byggdes 1965 av Anders Perssons Orgelbyggeri, Viken. Orgeln hade tidigare stått i Kungälvs församlingshem.